# کیزیل-یار (شهرستان یانائولسکی، باشقیرستان)
کیزیل-یار (انگلیسی: Kyzyl-Yar, Yanaulsky District, Republic of Bashkortostan) یک شهرک در شهرستان یانائولسکی استان باشقیرستان کشور روسیه است.